# 완전정복 부동산 Plus
《완전정복 부동산 Plus》는 SBS Biz에서 평일 낮 12시부터 1시에 방송하는 부동산 전문 TV 뉴스 프로그램이다.

## 방송시간
- 평일 낮 12시 ~ 1시

## 출연자
- 장효운 앵커 (월, 수, 금)
- 손문선 앵커 (화, 목)